# Fédération des îles Féroé de football
Pour les articles homonymes, voir FSF.
La Fédération des îles Féroé de football, appelée Fótbóltssamband Føroya en féroïen et souvent abrégé FSF, est une association fondée en 1979 regroupant les clubs de football des îles Féroé et organisant les compétitions nationales et les matchs internationaux de la sélection des îles Féroé.}
Elle est affiliée à la FIFA depuis le 2 juillet 1988 et affilié à l'UEFA depuis le 18 avril 1990.

## Histoire
La FSF est fondée le 13 janvier 1979 bien que le football était pratiqué aux îles Féroé depuis la fin du XIXe siècle. Sa création permet au football local de se développer et de se moderniser grâce à la création de terrains en gazon synthétique et l'abandon des terrains en sable. Elle est aussi à la base de la création de deux stades internationaux le Svangaskarð à Toftir et le Tórsvøllur à Tórshavn.
Déjà membre de la Fédération internationale (FIFA) depuis juillet 1988, les îles Féroé deviennent la 32e association nationale à rejoindre l'UEFA en 1990 après avoir été accueillie à titre provisoire. La Fédération compte alors 5 000 pratiquants et organise championnat et coupe nationaux, un championnat juniors A (U19) et pour les moins de seize ans ainsi qu'un championnat féminin.

### Présidents
Le président le plus influent de l'histoire de la FSF est Torleif Sigurðsson qui a été l'un des personnages les plus importants dans l'obtention des affiliations de la FSF auprès de la FIFA et de l'UEFA. Outre son travail au sein de la FSF, il a aussi été président du KÍ Klaksvík. Pour le récompenser de son travail, il reçoit l'Ordre du Mérite de l'UEFA en 2004.
Christian Andreasen est élu à la tête de la FSF le 27 février 2010 avec 11 voix contre 8 au terme d'une élection l'opposant à l'ex-président Høgni í Stórustovu. Il est réélu président de la fédération le 24 février 2021 après 2013 et 2017.
- (1979-1981) Christian Olsen
- (1981-2002) Torleif Sigurðsson
- (2002-2004) Dánjal Andreasen
- (2004-2008) Óli Holm
- (2008-2010) Høgni í Stórustovu
- (2010-présent) Christian Andreasen

## Clubs féroiens en 2022
| \| EBS 07V B36 HB B68 ÍF KÍ NSÍ TB VÍK SÍF B71 HOY ROY SUð MB UFF AB \| Localisation des clubs affiliés à la FSF. |
| EBS 07V B36 HB B68 ÍF KÍ NSÍ TB VÍK SÍF B71 HOY ROY SUð MB UFF AB                                                 |